# Puerto Rico Islanders
Puerto Rico Islanders – portorykański klub piłkarski z siedzibą w mieście Bayamón. Istniał w latach 2003–2012 i występował w tym czasie w czterech amerykańskich ligach – USL A-League, USL First Division, USSF Division 2 Professional League oraz NASL.

## Historia
W 1995 roku klub o nazwie Puerto Rico Islanders dołączył do rozgrywek USISL. Został założony przez Joe Serraltę i innych portorykańskich biznesmenów. Zdążył rozegrać 7 meczów, po czym Serralta przeniósł franczyzę do Houston i zmienił nazwę klubu na Houston Force. Ruch ten był wynikiem problemów z Portorykańskim Związkiem Piłki Nożnej i niską frekwencją.
Klub został reaktywowany w 2003 roku. W sezonie 2004 występował w USL A-League. Następnie, w latach 2005–2009 uczestniczył w rozgrywkach USL First Division, w 2008 roku zostając wicemistrzem ligi. W sezonie 2010 klub grał w rozgrywkach USSF Division 2 Professional League i został ich mistrzem. Ostatnie dwa sezony swojego funkcjonowania, drużyna spędziła w lidze NASL.
W latach 2010 oraz 2011 klub triumfował w karaibskich rozgrywkach CFU Club Championship. Wystąpił też w czterech edycjach Ligi Mistrzów CONACAF, w której najlepszym osiągnięciem był półfinał w sezonie 2008/2009.
W 2012 roku ogłoszono, że klub nie wystartuje w NASL w sezonie 2013 z powodu restrukturyzacji, a do gry powróci w sezonie 2014. W sierpniu 2013 władze Islanders poinformowały, że zespół nie wznowi działalności z powodów finansowych. W 2015 roku utworzono nowy klub – Puerto Rico FC, który w sezonie 2016 wystartował w rozgrywkach NASL.

## Trenerzy
| Vitor Hugo Barros    | Brazylia          | kwiecień 2004 | maj 2004      | 8  | 0  | 2  | 6  | 0,00%  |
| Hugo Hernán Maradona | Argentyna         | maj 2004      | styczeń 2006  | 48 | 15 | 12 | 21 | 31,25% |
| Jorge Alvial         | Chile             | styczeń 2006  | maj 2006      | 6  | 3  | 1  | 2  | 50,00% |
| Toribio Rojas        | Kostaryka         | maj 2006      | maj 2007      | 33 | 9  | 11 | 13 | 27,27% |
| Colin Clarke         | Irlandia Północna | maj 2007      | grudzień 2011 | 66 | 32 | 19 | 14 | 48,48% |
| Adrian Whitbread     | Anglia            | grudzień 2011 | 2012          |    |    |    |    |        |

## Wyniki
| Rok  | Poziom | Liga                | Sezon zasadniczy                     | Faza play-off          | CFU Club Championship | CFU Club Championship | CONCACAF | CONCACAF               | CONCACAF               | CONCACAF               | Średnia frekwencja |
| ---- | ------ | ------------------- | ------------------------------------ | ---------------------- | --------------------- | --------------------- | -------- | ---------------------- | ---------------------- | ---------------------- | ------------------ |
| 2004 | 2      | USL A-League        | 9. miejsce, Konferencja wschodnia    | Nie zakwalifikował się | CFUCC                 | Nie brał udziału      | PMC      | Nie brał udziału       | Nie brał udziału       | Nie brał udziału       | 3,889              |
| 2005 | 2      | USL First Division  | 7. miejsce                           | Nie zakwalifikował się | CFUCC                 | Nie brał udziału      | PMC      | Nie brał udziału       | Nie brał udziału       | Nie brał udziału       | 5,003              |
| 2006 | 2      | USL First Division  | 6. miejsce                           | Ćwierćfinał            | CFUCC                 | Faza grupowa          | PMC      | Nie brał udziału       | Nie brał udziału       | Nie brał udziału       | 5,378              |
| 2007 | 2      | USL First Division  | 6. miejsce                           | Półfinał               | CFUCC                 | 3. miejsce            | PMC      | Nie zakwalifikował się | Nie zakwalifikował się | Nie zakwalifikował się | 4,725              |
| 2008 | 2      | USL First Division  | 1. miejsce                           | Wicemistrzostwo        | CFUCC                 | 3. miejsce            | PMC      | Nie zakwalifikował się | LMC                    | Półfinał               | 4,423              |
| 2009 | 2      | USL First Division  | 3. miejsce                           | Półfinał               | CFUCC                 | Wicemistrzostwo       | LMC      | Faza grupowa           | Faza grupowa           | Faza grupowa           | 3,293              |
| 2010 | 2      | USSF D-2 Pro League | 8. miejsce ogólnie; 5. miejsce w USL | Mistrzostwo            | CFUCC                 | Mistrzostwo           | LMC      | Faza grupowa           | Faza grupowa           | Faza grupowa           | 2,358              |
| 2011 | 2      | NASL                | 2. miejsce                           | Półfinał               | CFUCC                 | Mistrzostwo           | LMC      | Runda eliminacyjna     | Runda eliminacyjna     | Runda eliminacyjna     | 2,161              |
| 2012 | 2      | NASL                | 3. miejsce                           | Ćwierćfinał            | CFUCC                 | 3. miejsce            | LMC      | Faza grupowa           | Faza grupowa           | Faza grupowa           | 1,864              |